# (2442) Corbett
(2442) Corbett es un asteroide perteneciente al cinturón de asteroides, descubierto el 3 de octubre de 1980 por Zdeňka Vávrová desde el Observatorio Kleť, České Budějovice, República Checa.

## Designación y nombre
Designado provisionalmente como 1980 TO. Fue nombrado Corbett en homenaje al escritor y cazador británico hindú Jim Corbett.